# Cymothoe carsandra
Cymothoe carsandra är en fjärilsart som beskrevs av Druce 1874. Cymothoe carsandra ingår i släktet Cymothoe och familjen praktfjärilar. Inga underarter finns listade i Catalogue of Life.